# 安蒂維爾 (印第安納州)
安蒂維爾（英語：Antiville）是位於美國印第安納州傑伊縣的一個非建制地區。海拔高度为889英尺（271米），GNIS ID为430219。安蒂维尔人口为3112。人口中位数年龄是40岁。家庭收入中位数为32,858美元。7月的平均高温为84.14 °F（28.97 °C）度，1月的平均低温为15.6 °F（−9.1 °C）度。 年降雨量为38mm。
安蒂维尔于1889年曾建立了一个邮局，运作至1900年关闭。